# شهریار (مجموعه تلویزیونی)
شهریار یک مجموعه تلویزیونی دربارهٔ سید محمدحسین شهریار، شاعر ترک‌زبان ایرانی است که در سال ۱۳۸۶–۱۳۸۴ به کارگردانی کمال تبریزی در سیمافیلم ساخته شد. تعداد قسمت‌ها و زمانبندی آن در هر شبکه پخش شده متفاوت بوده برای مثال نسخه پخش شده در شبکه آی فیلم ۲۶ قسمت ۵۰ دقیقه ای بود. و در ۲ آذر ۱۳۸۶ از شبکه ۲ سیما پخش شد. همچنین این سریال در سال ۱۳۹۳ از شبکه آی فیلم و سال ۱۳۹۹ از شبکه شما بازپخش شد.
تصویربرداری این پروژه از ۲۶ اردیبهشت ۱۳۸۴ در تبریز و تهران آغاز شد که در پایان شهریور ۱۳۸۵ پس از اتمام مراحل تصویربرداری وارد مرحله تدوین و فنی گردید. سعید شاهسواری به عنوان تدوینگر، مجموعه تلویزیونی را در ۳۴ قسمت تدوین کرد. در این مجموعه تلویزیونی، شهریار را در سه مقطع سنی خواهیم دید که اردشیر رستمی، جوانی و سیروس گرجستانی نیز میانسالی و پیری این شاعر را بازی کرده‌اند.

## بازیگران مکمل
| بازیگر           | نقش                      | درباره                                   | سرانجام |
| ---------------- | ------------------------ | ---------------------------------------- | ------- |
| پیام دهکردی      | ابوالقاسم شیوا           | از دوستان شهریار                         |         |
| سعید نیک‌پور      | ملک الشعرا بهار          | شاعر                                     |         |
| احمد آقالو       | عارف قزوینی              | شاعر                                     | متوفی   |
| بهروز بقایی      | نیما یوشیج               | شاعر                                     |         |
| لیلی تقوی        | مادر شهریار              | مادر شهریار                              |         |
| فرهاد قائمیان    | حاج میرآقا خشگنابی       | پدر شهریار                               |         |
| الهام حمیدی      | لاله                     | دختر صاحبخانه شهریار که عاشق شهریار بود. |         |
| صبا کمالی        | عزیزه عبدخالقی           | همسر شهریار                              |         |
| رحیم نوروزی      | میرزاده عشقی             | از دوستان شهریار                         |         |
| اسماعیل خلج      | سید شهاب‌الدین مرعشی نجفی |                                          |         |
| آفرین عبیسی      | ثریا ابراهیمی            | معشوقه شهریار در پیری                    |         |
| هستی محمایی      | ثریا ابراهیمی            | معشوقه شهریار در جوانی                   |         |
| بابک حمیدیان     | فراری سیاسی              |                                          |         |
| سید مهرداد ضیایی | رئیس مجلس                |                                          |         |
| بیژن افشار       | ایرج میرزا               | از دوستان شهریار                         |         |

## خلاصه داستان
این مجموعه تلویزیونی پیرامون زندگی محمدحسین شهریار از دوران کودکی تا درگذشت اوست. داستان این مجموعه تلویزیونی از سال‌ها قبل در اواخر دوره حکومت قاجار روایت می‌شود. سید اسماعیل، یکی از وکلای مشهور تبریز که در جنگ و شورش این شهر، چند فرزند خود را از دست داده، پس از به دنیا آمدن فرزندی از همسرش، کوکب خانم تصمیم می‌گیرد برای حفظ فرزند آخر خود، او را به روستای خوشکناب نزد خواهرش بفرستد. مردی که بعدها به شهریار معروف می‌شود تا پایان دوره کودکی در این محل می‌ماند و در این سال‌ها با ابراهیم ادیب آشنا می‌شود مردی که بعدها در زندگی او تأثیر زیادی دارد.

## سانسور
کمال تبریزی اعلام کرد که حدود ۵۰ دقیقه یکی از قسمت‌های آخر این مجموعه تلویزیونی حذف شده است و گفت این مسئله بدون اطلاع او اتفاق افتاده است. او حتی به نوعی تهدید کرد که بخش‌های حذف شده مجموعه تلویزیونی را در دانشگاه‌های ایران به نمایش خواهد گذاشت.

## انتقادات
- بهجت تبریزی (دختر شهریار) گفت: این مجموعه تلویزیونی بدون کوچک‌ترین تحقیق و پژوهش سرهم‌بندی و نگارش شده است، لذا به عنوان یک رسالت تاریخی، نه به عنوان وارث پدرم که جای خود دارد، بلکه به عنوان یک واصل با استادی که سال‌ها با او زندگی گذرانده‌ام، اعلام می‌کنم که آنچه به عنوان سریال شهریار از شبکه دو پخش شده، ارتباطی با زندگی شاعر بلندآوازه ایرانی، شهریار نداشته است.[۶][۷]

## جوایز و نامزدها
| ۱۳۸۸ | یازدهمین دوره جشن حافظ |                                  |             |          |
| ۱۳۸۸ | یازدهمین دوره جشن حافظ | بهترین بازیگر مرد درام تلویزیونی | پیام دهکردی | نامزدشده |